# Algérie aux Jeux olympiques d'été de 1988
L'équipe olympique d'Algérie participe aux Jeux olympiques d'été de 1988 à Séoul. Elle n'y remporte aucune médaille. L'athlète Noureddine Tadjine est le porte-drapeau d'une délégation algérienne comptant 45 sportifs (42 hommes et 3 femmes).

## Sportifs engagés
45 sportifs dont 3 femmes sont engagés dans 7 disciplines, :
- Athlétisme :
  - Lotfi Khaïda (longueur et triple au saut)
  - Mustapha Kamel Selmi (100 m et 200 m)
  - Azzedine Brahmi (3000 m steeple)
  - Hassiba Boulmerka (, 800 et 1500 m)
  - Yasmina Azzizi  (heptathlon)
  - Mohamed Boualla (marathon)
  - Alloua Khellil (marathon)
  - Abdelouaheb Ferguène (marche)
  - Ahmed Belkassam (800 et 1500m)
  - Réda Abdenouz (800 et 1500m)
  - Rachid Kram (800 et 1500m)
  - Noureddine Tadjine (110 m haies)
  - Hakim Toumi (marteau).
- Boxe :
  - Yacine Cheikh (-48 kg)
  - Benaïssa Abed (-51 kg)
  - Slimane Zengli (-54 kg)
  - Azzedine Said (-60 kg)
  - Nouredine Meziane (-71 kg)
  - Ahmed Dine (-75 kg)
- Cyclisme :
  - Mohamed Mir
  - Sebti Benzine
- Handball :
  - 15 joueurs, voir article détaillé
- Haltérophilie :
  - Azzedine Basbas (60 kg)
  - Omar Yousfi (110 kg)
- Judo :
  - Meziane Dahmani (-65kg, hommes)
  - Mohamed Méridja (-71 kg)
  - Boualem Miloudi (-95 kg)
  - Ali Idir (-60 kg)
  - Riyadh chibani (-86 kg)
  - Samia Hachemi (, -66 kg, sport de démonstration)
- Tennis :
  - Warda Bouchabou ()

Remarque : quatre athlètes ont été retenus dans le cadre du camp de jeunes : Nouredine Morsli (athlétisme), Nabil Benhizia (judo), Souad Alim (natation) et Ghania Derkaoui (tennis de table)